# Vivi l'internationale
Vivi l'internationale, nom de scène de Victorine Agbato, né en 1946 ou 1947 et morte le 15 février 2022,, à Porto-Novo, est une chanteuse béninoise. 
Elle chante pour la paix et lutte contre la violence à travers ses chansons. Sa chanson Fifa est la chanson qui l'a d'abord révélée et fait d'elle la plus célèbre des femmes artistes vivantes au Bénin.

## Parcours artistique
Vivi l'internationale est connue du grand public à travers ses chansons pour la paix et l'amour durant la transition du Bénin du Marxisme-léninisme au Renouveau démocratique. À la Conférence nationale des forces vives de la nation de février 1990, elle chante son hymne pour la paix, N’dokolidji. Elle le décrit comme étant sa contribution à la paix au Bénin.
Vivi l'internationale est aussi engagée politiquement. Elle a été active au sein des organisations de femmes révolutionnaires. Dans le cadre de son combat pour la paix au Bénin, elle chante en 2018 pour les détenus de la prison civile de Savalou.
En 2008, elle est décorée du Mérite national.

## Discographie
- Pedro Gnonnas, Vivi l'internationale, Chantent les 20 ans de la loterie nationale du Bénin, 1982
- Vivi l'internationale, Oluwa Dakun